# Janina Zającówna
Janina Zającówna (ur. 26 stycznia 1933 w Łopienniku Dolnym) – polska pisarka i scenarzystka filmowa.
Absolwentka Państwowego Instytutu Pedagogicznego im. Hercena w Leningradzie.

## Twórczość literacka

### Powieści
- Agata
- Bilet do raju
- Brama na drodze
- Czerwony płomień Sebastiana
- Dom schadzek
- Ewa
- Heca z łysym (ekranizacja; serial Tylko Kaśka)
- Kiedyś przyjedziesz
- Klub Białej Perły
- Kobiety i mężczyźni
- Moje życie z panną K.
- Mój wielki dzień (ekranizacja; film fabularny Kochankowie mojej mamy); Mój wielki dzień czyli Kochankowie mojej mamy; Kochankowie mojej mamy
- Na łupinie orzecha
- Obszary lęku
- Oczekiwanie
- Perkusista
- Podróż poślubna
- Skończyło się lato
- Tajemnice mojej mamy
- Uczepiona wiatru
- Uważajcie na skorpiony
- W wielu kolorach
- Wesele mojej mamy
- Wszystkie pary tańczą
- Z piękniejszej strony świata
- Zagubiony świt
- Zemsta jest rozkoszą bogów

### Sztuki teatralne
- Dziś są moje zaręczyny
- Gry miłosne
- Z soboty na niedzielę

## Scenariusze filmowe
- 1980: Tylko Kaśka
- 1980: Kłusownik
- 1982: Na tropach Bartka
- 1985: Kochankowie mojej mamy
- 2000: Sukces